# Sarah Noutcha
Sarah Camille Noutcha, född 16 december 1999, är en fransk fäktare som tävlar i sabel.

## Karriär
Noutcha började fäktas som sexåring i Strasbourg.
I juni 2022 vid EM i Antalya tog Noutcha guld tillsammans med Sara Balzer, Caroline Queroli och Malina Vongsavady i lagtävlingen i sabel. Följande månad vid VM i Kairo tog hon silver tillsammans med Sara Balzer, Anne Poupinet och Caroline Queroli i lagtävlingen i sabel.